# Ángel Guzmán
Pour les articles homonymes, voir Guzmán.
Ángel Moises Guzmán (né le 14 décembre 1981 à Caracas, District capitale de Caracas, Venezuela) est un lanceur droitier de baseball qui a joué pour les Cubs de Chicago entre 2006 et 2009 dans les Ligues majeures.

## Carrière
Ángel Guzmán signe son premier contrat en 1999 avec les Royals de Kansas City mais l'entente est invalidée après que le lanceur vénézuélien ait échoué un examen médical. 
Guzman s'entend avec les Cubs de Chicago en 1999 et est considéré dans les années subséquentes comme l'un des principaux espoirs de l'organisation. Il débute dans les majeures le 26 avril 2006 contre les Marlins de la Floride. Il est lanceur partant à ses 4 premiers départs mais encaisse 2 défaites durant cette période. Au total, il apparaît dans 15 parties durant cette première année en MLB, dont 10 comme partant. Il termine l'année avec une fiche de 0-6, encaissant toutes ses défaites comme lanceur partant et affiche une moyenne de points mérités élevée, à 7,39. Il compile cependant plus de retraits sur des prises (60) que de manches passées au monticule (56).
En 2007, Guzman lance 12 matchs, dont 9 en relève pour les Cubs. Sa fiche est de 0-1 avec une moyenne de points mérités de 3,56.
En 2008, il ne joue que 6 matchs, dont 5 en relève, et totalise à peine 9 manches et deux tiers de travail au monticule, au cours desquelles il retire tout de même 10 frappeurs adverses sur des prises.
En santé lors de la saison 2009 après avoir subi diverses blessures dans les années précédentes, Guzman est appelé au monticule à 55 reprises par les Cubs, chaque fois comme releveur. Près de 3 ans après son arrivée dans les majeures, il mérite finalement le 18 avril une première victoire, aux dépens des Cardinals de Saint-Louis. Il termine la saison avec un dossier de 3-3 et une moyenne de 2,95. Le 7 juin contre les Reds de Cincinnati, il réussit son premier sauvetage.
De nouveaux malaises à l'épaule au camp d'entraînement des Cubs en 2010 forcent Guzman à passer sous le bistouri et à s'absenter pour une longue période. Il ne lance pas du tout en 2010 et ne joue qu'en ligues mineures en 2011.
Guzman rejoint en décembre 2011 les Dodgers de Los Angeles et est invité à leur entraînement de printemps de 2012.

## Vie personnelle
En janvier 2010, le frère d'Angel, Daniel Guzman, est tué par balles à Caracas, au Venezuela. Il avait 28 ans.